# Campanella (hongos)
Campanella es un género de hongos de la familia Marasmiaceae. El género tiene una distribución amplia, especialmente en regiones tropicales, y contiene alrededor de 40 especies.

## Especies
| - C. aberrans - C. aeruginea - C. africana - C. boninensis - C. buettneri - C. caesia - C. cucullata - C. eberhardtii - C. fimbriata | - C. gigantospora - C. gregaria - C. junghuhnii - C. inquilina - C. inquilina - C. pendulosa - C. purpureobrunnea - C. tristis - C. vinosolivida |